# NGC 659
NGC 659 je otvoreni skup u zviježđu Kasiopeji.

## Vanjske poveznice
- SEDS: NGC 0659